# Âges de la vie
Pour les articles homonymes, voir Âge et Les Âges de la vie.

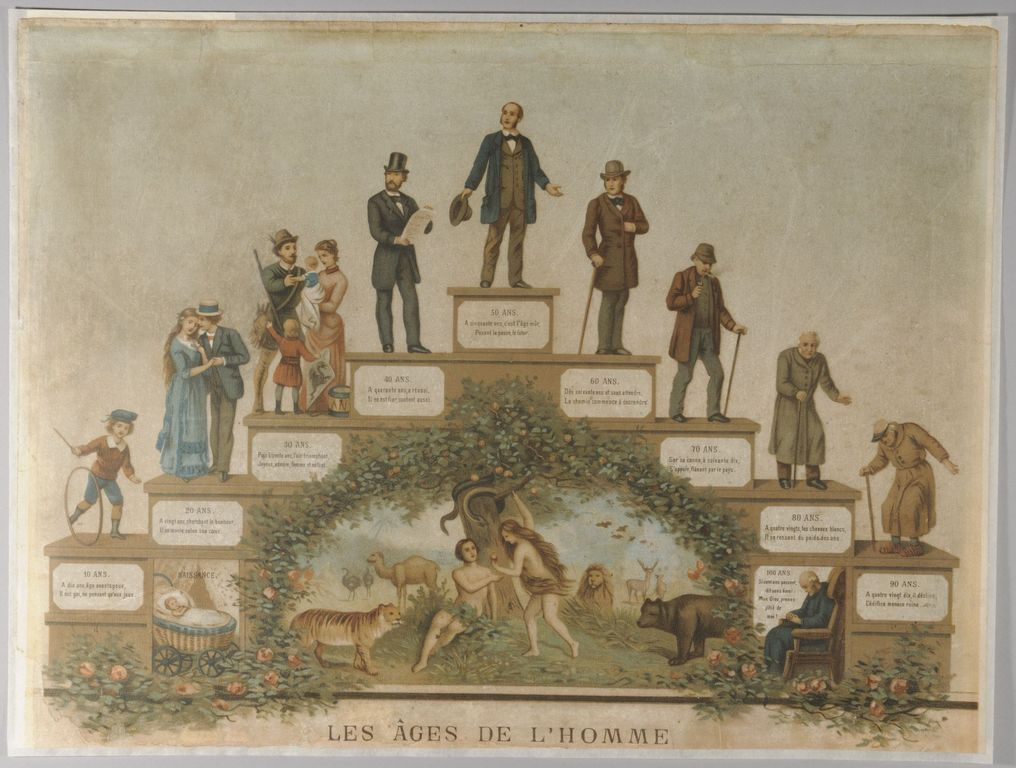
Les Âges de l'homme, chromolithographie qui représente de manière caricaturale le concept de successions d'étapes marquant la vie d'un homme, fin XIXe siècle, Collections Musées départementaux de la Haute-Saône.

Les âges de la vie sont une conception consistant à diviser la vie humaine en plusieurs périodes. Elle apparaît avec l'Antiquité latine, qui dispose d'un calendrier et d'un État-civil fiables, là où les grecs ne connaissaient qu'approximativement leur âge, fonctionnant en krisis (« classes d'âge » critérisées selon l'apparence physique : le mot krisis, qui donne « crise », donne aussi « critère »).

## Histoire

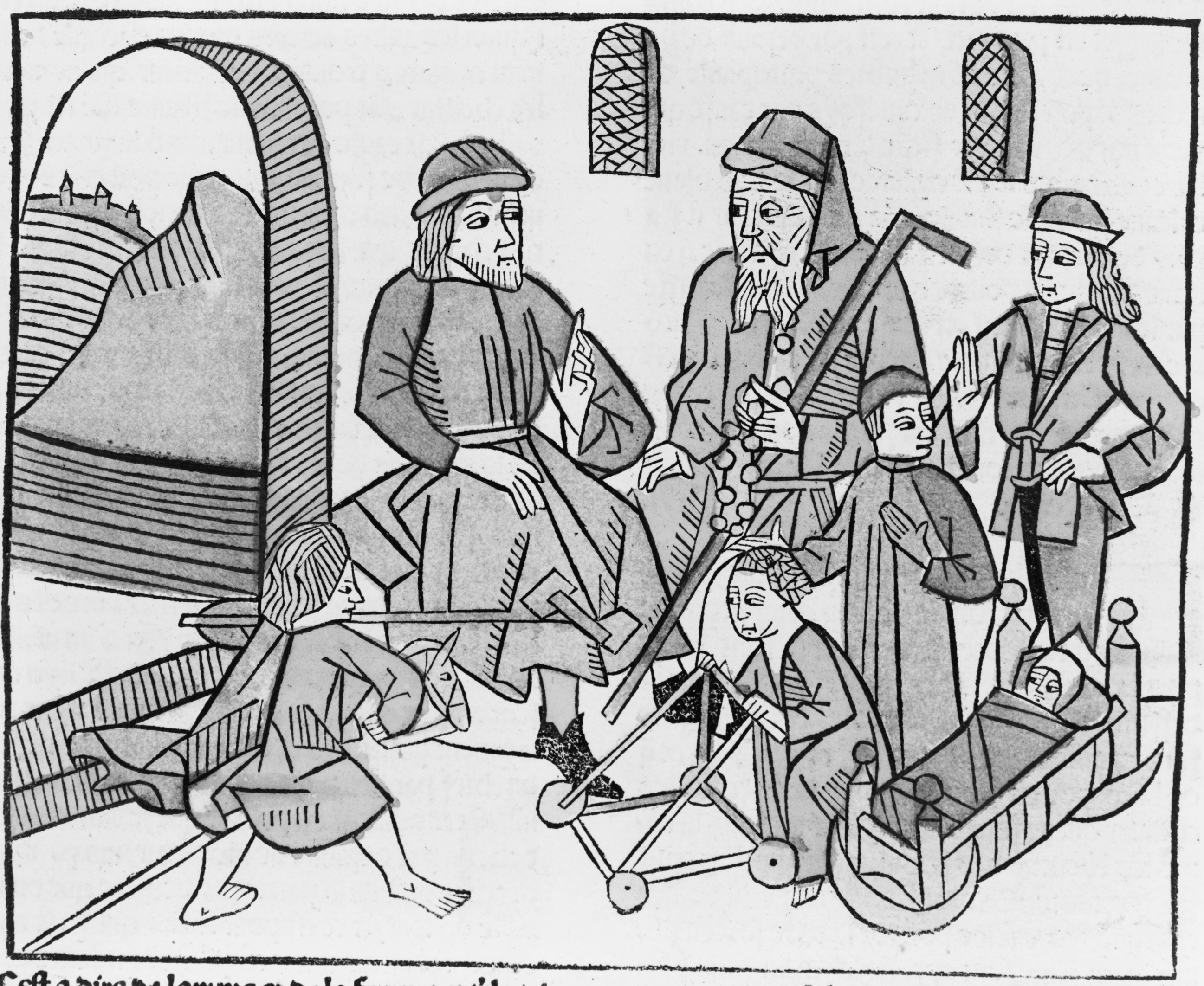
Les Âges de la vie. Gravure sur bois illustrant Livre des propriétés des choses de Barthélemy l'Anglais (1486).

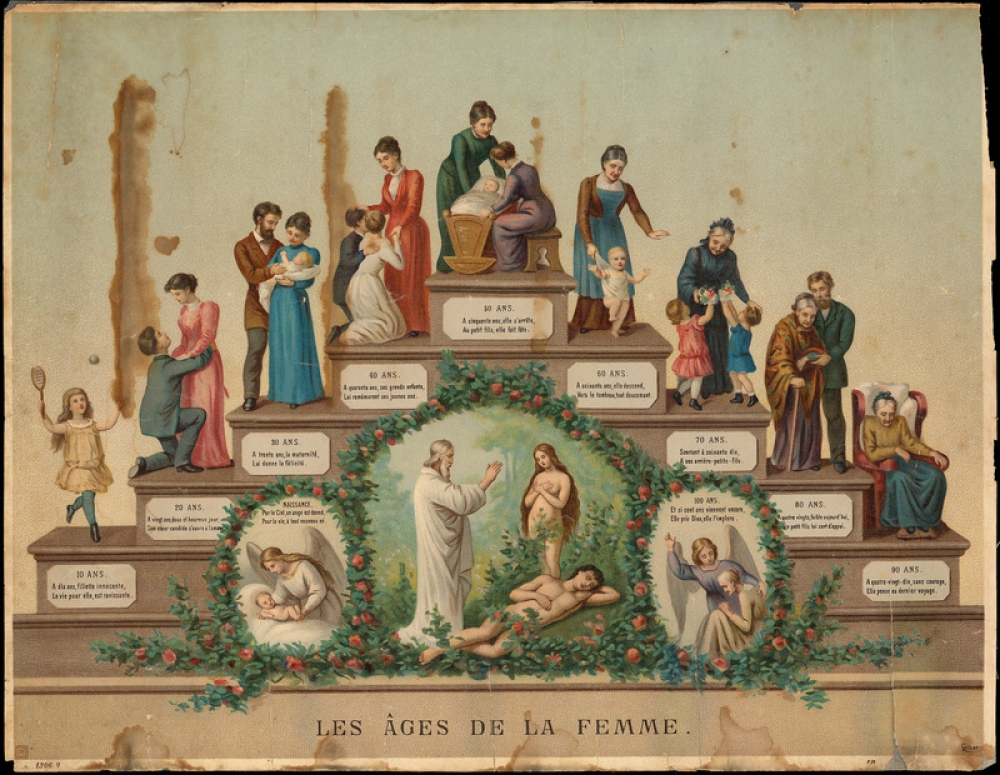
Les Âges de la femme, chromolithographie qui représente les âges de la femme en 1900, Collection Musée national de l'Éducation.

Les conceptions de l'antiquité classique distinguent trois grands âges de la vie et quatre âges de la vie (conception depuis Pythagore, reprise au Moyen Âge par Philippe de Novare et par les peintres qui associent une caractéristique à chaque âge). Les trois grands âges de la vie comprennent : la jeunesse (symbolique : innocence), l'âge adulte (symbolique : maturité), et la vieillesse (symbolique : sagesse). Les quatre âges de la vie comprennent l'enfance, l'adolescence, la maturité, et la vieillesse.
Selon Claude Galien, la vie comprend quatre âges : l'adolescence, où le corps s'accroît ; la jeunesse, âge où l'homme ayant fini de croître peut assister les autres ; l'âge viril, où le corps consume autant qu'il consomme d'aliments ; la vieillesse, qui voit l'homme se refroidir et se dessécher progressivement. Ces quatre âges sont comparés par certains auteurs aux quatre saisons de l'année et aux quatre éléments.
Isidore de Séville distingue six âges : enfance, puérilité, adolescence, jeunesse, virilité et vieillesse. Les latins comptent également six âges de la vie (ou parfois sept, comme le feront saint Augustin vers l'an 400, puis Montaigne vers 1580) :
Femmes
- infans de 0 à 7 ans
- puella de 7 ans aux premières règles
- virgo des premières règles au mariage
- uxor du mariage au premier enfant
- matrona du premier enfant à la ménopause
- anus decrepita après la ménopause

Hommes
- infans de 0 à 7 ans
- puer de 7 à 17 ans
- adulescens de 17 à 30 ans
- juvenis de 30 à 45 ans
- senior de 45 à 60 ans
- senex après 60 ans

Constituée de termes qui continuent de désigner les différents âges en langue française, cette échelle des âges civils latins nous rappelle que le mot « âge » provient d'aétas, l'été, et évoque la métaphore âges de la vie / saisons de l'année.
C'est ainsi qu'en 1643, l'Iconologie de Cesare Ripa, dans la traduction de Jean Baudoin, récapitule ces classements des différents auteurs et distingue sept âges, pouvant se répartir entre les quatre précédents : 
- l'enfance, associée à la Lune, qui dure selon les auteurs jusqu'à la quatrième ou la septième année ;
- la puérilité, gouvernée par Mercure, âge auquel les enfants commencent à apprendre ;
- l'adolescence, dominé par Vénus, dure huit ans ;
- la jeunesse, dirigée par le Soleil, dure dix-neuf ans ;
- la virilité, sous l'empire de Mars, est la période où l'homme agit le plus glorieusement, pendant une quinzaine d'années ;
- la vieillesse, associée à Jupiter, est l'âge où l'homme vit en paix et se repent des fautes passées, pendant douze ans ;
- enfin l'âge décrépit est dominé par Saturne, qui accable l'homme d'ennuis et de maladies jusqu'à  la mort.

Cette notion est formalisée par Arnold van Gennep notamment dans Les Rites de passage, publié en 1909. Longtemps à l’œuvre notamment dans les musées dit ethnographiques, cette approche datée et normative, laisse aujourd'hui la place à des approches plus fines notamment en anthropologie.
Les Pères du désert appliquent les trois grands âges de la vie à la vie spirituelle : la connaissance de soi (notamment la reconnaissance de sa propre faiblesse), celle du prochain (notamment la communion fraternelle) et celle de Dieu (par la prière).
L'expression de Troisième âge, utilisée dans la société contemporaine comme euphémisme de la Vieillesse, renvoie à cette conception. Elle est cependant une résurgence d'une conception de la vie fort courte, dans laquelle on apprend à l'école (pendant peu d'années) lorsque l'on est enfant, on travaille pendant 80% de sa vie totale éveillée (deuxième âge) et, si l'on a « de la chance », on arrive au troisième âge, celui d'une retraite courte, avec un corps déjà vieux à 50 ans... Fort heureusement la vie longue d'aujourd'hui re noue avec sept âges de la vie, dont quatre pour la vie adulte : bébé, enfant, adolescent, adulte émergent, adulte en responsabilité, senior et âge du risque de dépendance

## Énigme
Le Sphinx posa à Œdipe l'énigme dite « énigme du Sphinx » :  « Quelle est la créature qui marche à quatre pattes le matin, à deux le midi, à trois le soir et qui est le plus faible quand elle se tient sur quatre pattes ? » Œdipe répondit : « c’est l’Homme qui au matin de sa vie se déplace à quatre pattes, qui au midi de sa vie marche avec ses deux jambes et qui au soir de sa vie s'aide d'une canne, marchant ainsi sur trois pattes ».
C'est à propos des divers mythes de la vieillesse et de l'avancée en âge que Jean-Pierre Bois remarque que, plus les héros mythologiques  sont éloignés de nous, plus leurs espérances de vie sont extraordinaires. Christian Heslon a prolongé la réflexion en suggérant que le héros « hors d'âge » est, comme le bon whisky, en quelque sorte épargné, voire bonifié, par l'avancée en âge.

## Représentations dans l'art

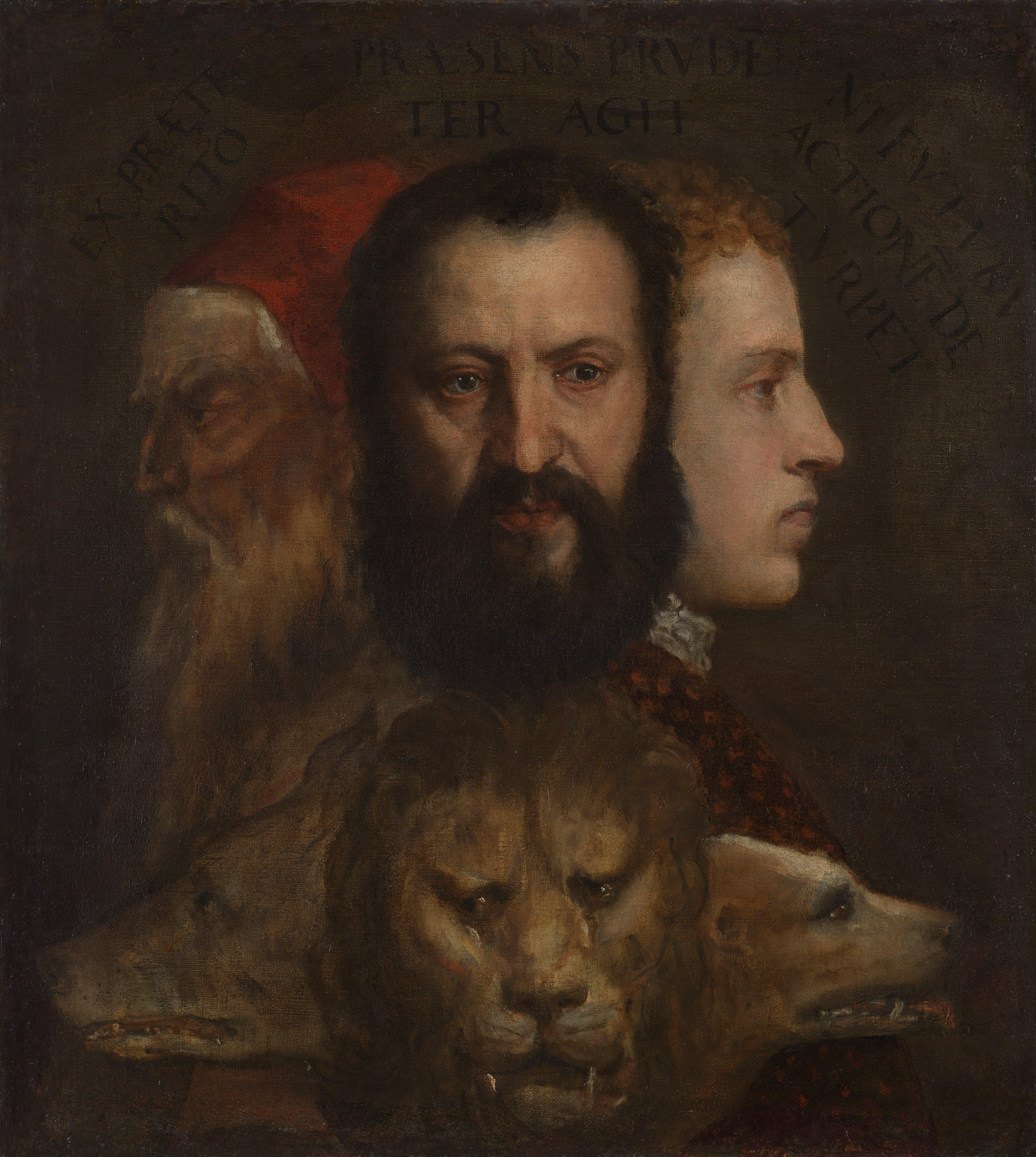
Allégorie du Temps, de Le Titien.

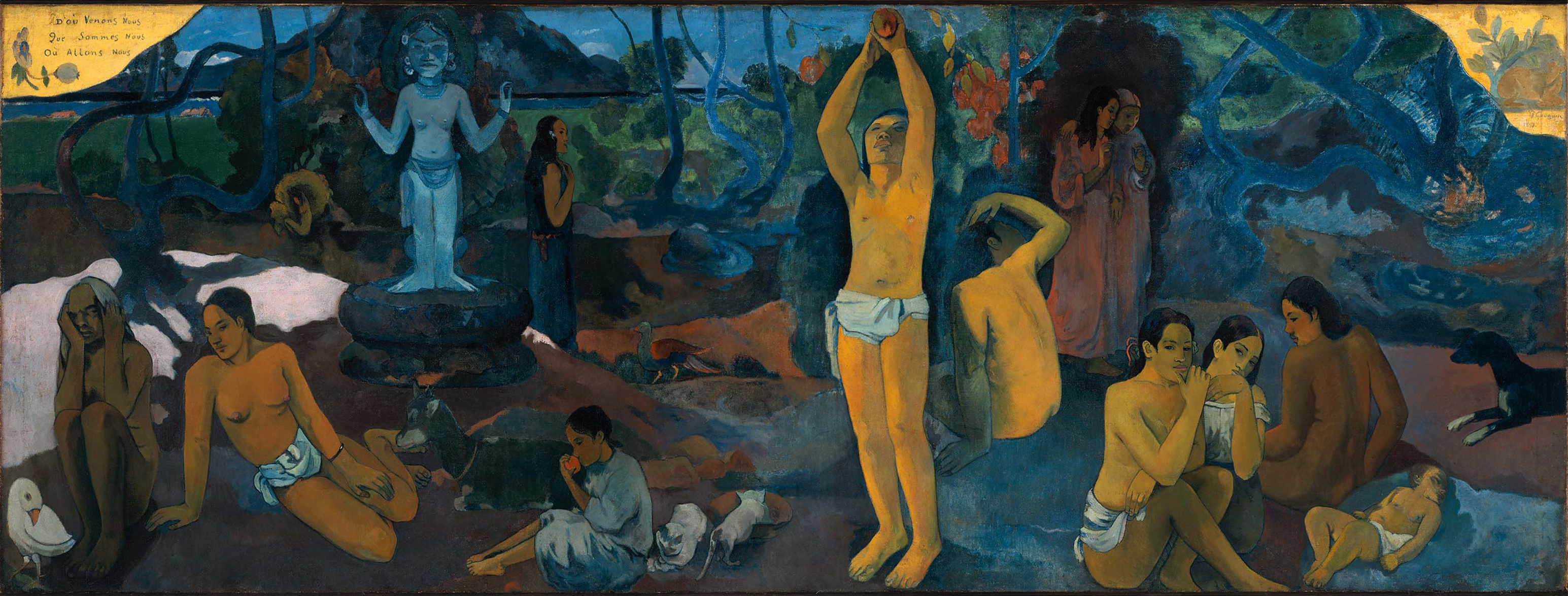
D'où venons-nous ? Que sommes-nous ? Où allons-nous ?, de Paul Gauguin.

Les représentations des âges de la vie sont très nombreuses, notamment en peinture, sculpture et poésie. Christian Heslon en répertorie quatre formes. Axel Kahn et Yvan Brohard, de même que Michel Zink et Henri Dubois, le confirment :
- les « Allégories des trois ou quatre âges de la vie » dont relève le présent tableau de Caspar David Friedrich. Par exemple : Les Trois Âges de la femme de Gustav Klimt (1905) ou L'allégorie du temps gouverné par la prudence du Titien (1565-1570) ;
- les « Vanités », qui représentent la beauté et la jeunesse dont le destin est la vieillesse et la mort, par le truchement d'un miroir ou d'un détail macabre déposé aux côtés d'une représentation de la beauté souvent féminine ;
- les « Degrés des âges », qui symbolisent le cours de la vie, en opposant une première période grandissement ou l'enfant, puis l'adolescent, gravissent les marches d'un escalier jusqu'à l'apogée du milieu de vie, avant de redescendre ces marches vers un inéluctable déclin ;
- les « Danses macabres » où jeunesse et Éros dansent ou échangent un baiser mortel avec différentes représentations de la mort (cadavre) ou de l'enfer (diables).

Ajoutons, en sculpture, la manière dont se répondent la Clotho (1893) et L'âge mûr (1894-95) de Camille Claudel, avec Celle qui fut la belle heaulmière d'Auguste Rodin (1887) et La misère de Jules Desbois (1894) : ces sculptures (à part L'âge mûr) ont le même modèle, Maria Caira, Elles firent toutes scandale obscène de représenter sans fard la vieillesse. Et pourtant. Baudelaire écrit à la même époque (Réversibilité, 1857) : « Ange plein de beauté / Connaissez-vous les rides / Et la peur de vieillir / Et ce hideux tourment / De lire la secrète horreur du dévouement / Dans des yeux où longtemps burent nos yeux avides ».

## Psychologie
La psychologie des âges de la vie est d'abord illustrée par la psychologie développementale nord-américaine qui décrit les étapes et les crises du développement adulte, avec des auteurs tels que René L'Écuyer (né en 1938) sur Le concept de Soi de l'enfance à la vieillesse, Érik Erikson (1902-1994) sur L'identité et le cycle de vie ou Daniel Levinson (1920-1994) sur Les saisons de la vie d'un homme, puis Les saisons de la vie d'une femme. Les psychologues féministes nord-américaines telles Jane Loevinger (1918-2008) sur le Développement du Moi et Gail Sheehy (1936-2020) sur les Passages de la vie apporteront leur lecture genrée à ces travaux d'abord masculins. Elles et ils sont recensés et synthétisés dans l'ouvrage de Renée Houde, Les temps de la vie.
Cette approche est poursuivie aux États-Unis par Sara Lawrence-Lightfoot avec The Third Chapter : Passion, Risk and Adventure in the 25 Years after 50 et, en France, par Catherine Bergeret-Amselek avec ses ouvrages successifs sur chaque âge de la vie, de l'enfance à la vieillesse. De même, le Laboratoire Psychologie des âges de la vie de l'Université de Tours, ou encore Aubeline Vinay (La famille aux différents âges de la vie), Aline Chamahian (Vivre les âges de la vie) ou Cécile Van de Velde (Sociologie des âges de la vie) (cf. Bibliographie). Sans oublier ni la Collection Les Âges de la Vie aux Éditions Masson, ni celle, intitulée L'Âge, la vie, aux Éditions Érès. 
Cependant, croiser ces travaux psychologiques sur la succession des âges de la vie avec ceux, sociologiques, sur l'enchâssement des générations et ceux, plus philosophiques ou ethnologiques, sur la subjectivité et les dimensions existentielles subjectives de l'avancée en âge adulte, de même qu'avec l'approche ésotérique de Christiane Singer et celle, plus poétique, d'Albane Gellé, esquissent une nouvelle « psychologie des âges de la vie ». Ainsi, l'âge en psychologie, ce n'est pas seulement l'« âge mental » forgé par Alfred Binet et Théodore Simon aux débuts du XXe siècle. C'est aussi toute une série de travaux sur l'« âge subjectif » depuis Robert Kastenbaum en 1972 jusqu'aux « âges clandestins » de Bruno Dubois en 2020.
Celle-ci est notamment inspirée par le constat que l'allongement des espérances de vie métamorphose le panorama de l'existence et que l'avancée en âge résulte d'une transaction identitaire entre l'idem (le même inchangé) et l'ipsem (la permanence de Soi malgré les changements), ainsi que l'exprime Claude Romano à la suite de Paul Ricoeur, en une époque particulièrement menacée par les replis identitaires. Cette psychologie des âges de la vie délaisse les distinctions développementales entre jeunesse et vieillesse au profit d'une compréhension subjective et existentielle de l'avancée en âge, tour-à-tour tissée par l'âge subjectif, les dates anniversaires marquantes de chaque biographie et de l'ensemble des récits généalogiques qui nous façonnent, et le calendrier intime en fonction duquel chacun d'entre nous orientons ou subissons les choix de vie qui nous constituent. Ainsi l'âge est-il le lieu d'inscription du temps sur le corps : plusieurs vies, certes, des désirs infinis bien sûr, mais un seul corps...

## Sciences

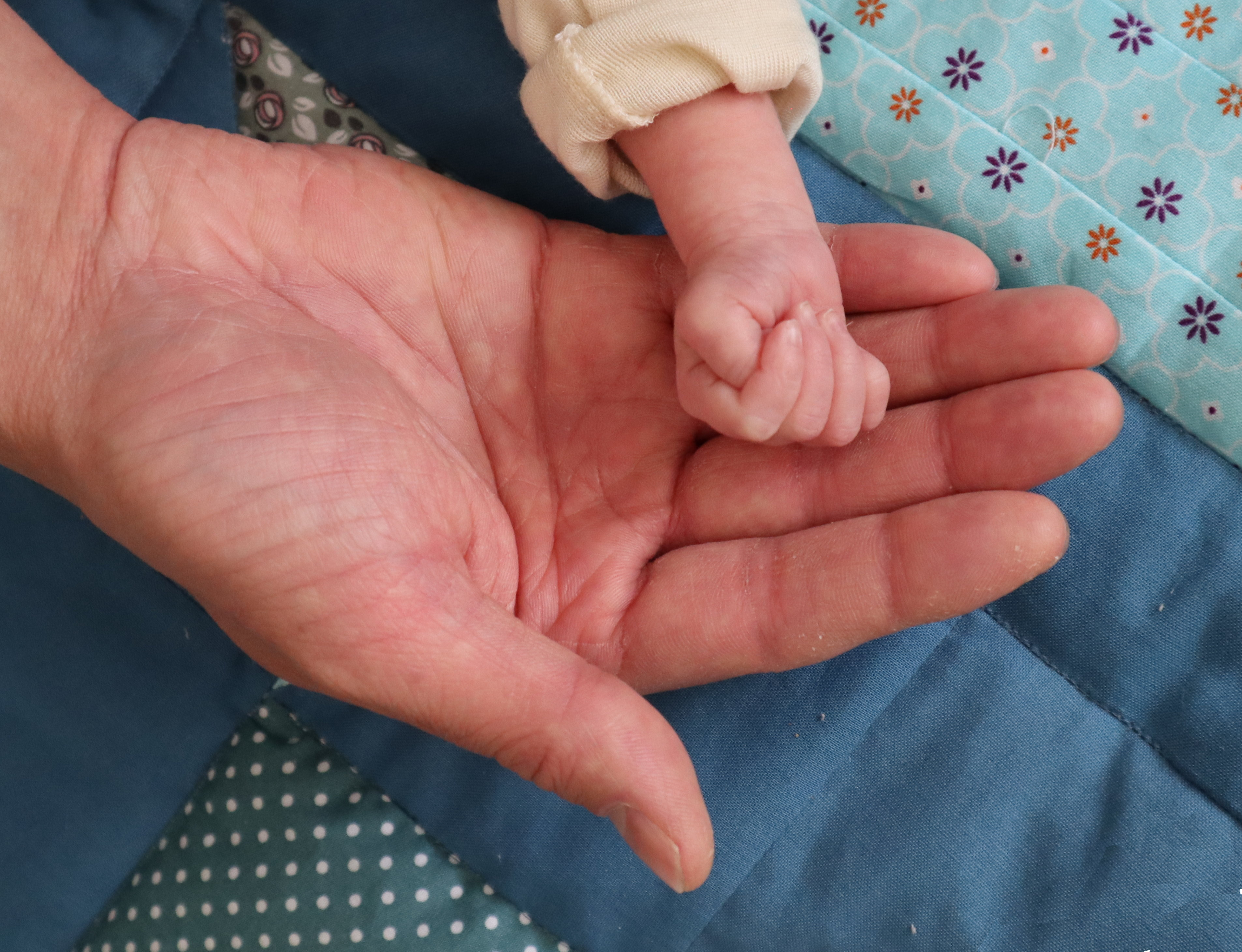
Adulte et bébé (2022).

Selon les données scientifiques disponibles, il est très rare dans le monde animal et y compris chez les mammifères que les femelles survivent longtemps (plus d'un an) après la fin de leur période de fécondité (stade post-reproductif). Selon une étude récente ayant porté sur 52 espèces, ce trait inhabituel du cycle de vie serait une spécificité des humains et de quelques espèces de baleines à dents, qui a probablement une importance, encore à préciser en termes d'évolution adaptative. (Voir l'hypothèse de la grand-mère).